# كارول ستريم (إلينوي)
كارول ستريم (بالإنجليزية: Carol Stream)‏ هي منطقة سكنية تقع في الولايات المتحدة في مقاطعة دوبيج. يقدر عدد سكانها بـ 40,438 نسمة .

## أعلام
- راندي ميركل
- إليزابيث مكمان